# Eulophia ukingensis
Eulophia ukingensis är en orkidéart som beskrevs av Rudolf Schlechter. Eulophia ukingensis ingår i släktet Eulophia och familjen orkidéer.
Artens utbredningsområde är Tanzania. Inga underarter finns listade i Catalogue of Life.